# Rollstuhlrampe

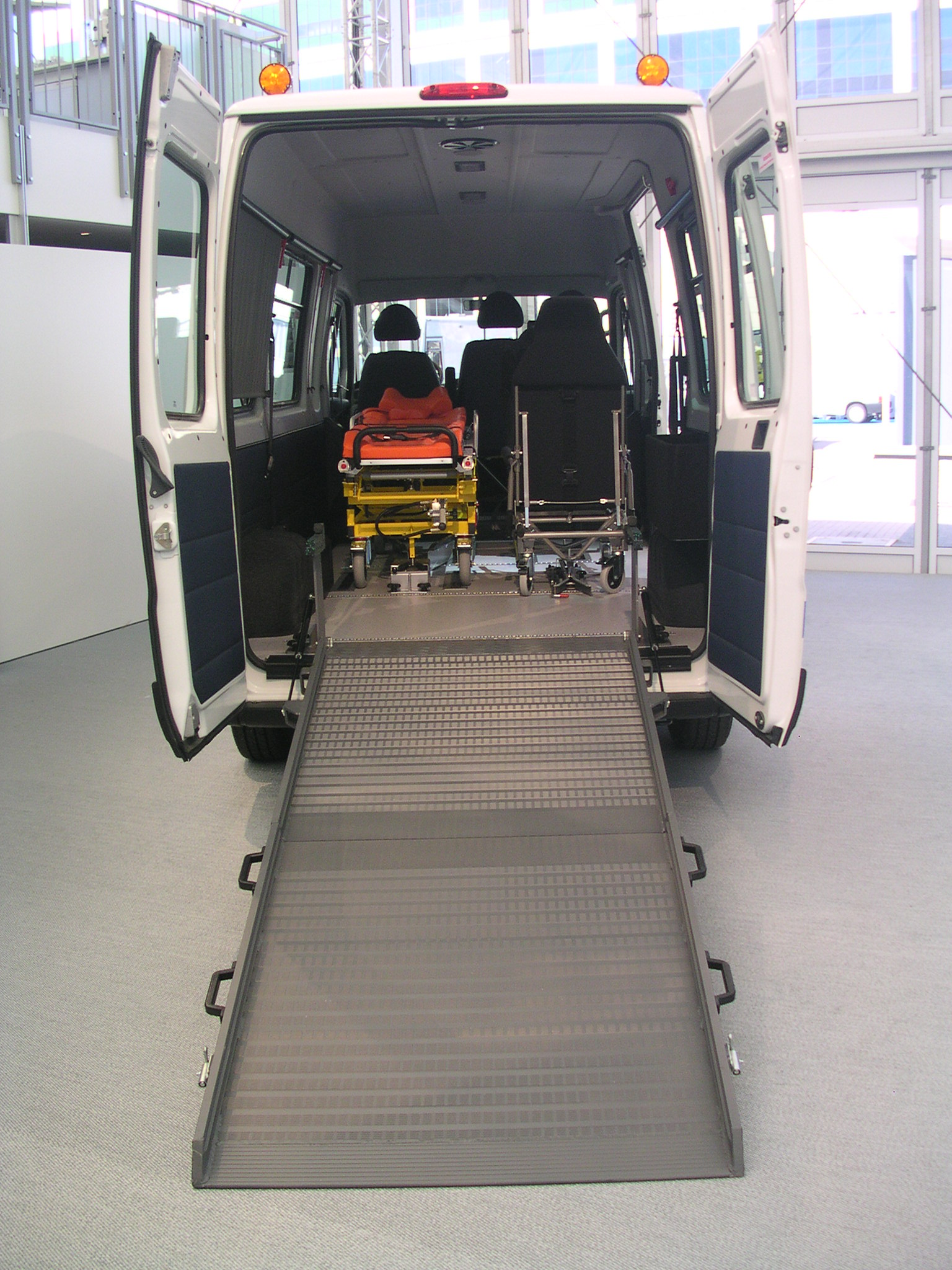
Transportfahrzeug mit Rollstuhlrampe

Bei einer Rollstuhlrampe handelt es sich um eine schiefe Ebene, die als Hilfsmittel zur Überwindung von Höhendifferenzen dient und die barrierefreie Gestaltung von Gebäuden und Alltagssituationen erlaubt. Rollstuhlrampen werden sowohl von Rollstuhlfahrern als auch von Rollator-Nutzern und von Personen mit Kinderwagen genutzt, um konstruktive Hindernisse wie Treppen und Stufen zu überwinden oder den Personeneinstieg in Transportfahrzeuge zu ermöglichen.
Rollstuhlrampen werden in Hinblick auf die verschiedenen Einsatzfälle in stationäre und mobile Rampen unterteilt. Darüber hinaus wird zwischen Fahrzeugrampen zum Verladen von Rollstühlen in Fahrzeuge und Türschwellenrampen zu Überwindung von Schwellen und Absätzen unterschieden.

## Stationäre Rollstuhlrampen
Stationäre Rollstuhlrampen zeichnen sich dadurch aus, dass die Rampe fest mit dem Untergrund verbunden wird. Die Rampe dient meist der Überbrückung von Treppen oder Absätzen und spielt bei der barrierefreien Erschließung von Gebäuden eine wichtige Rolle. Die stationäre Rampe eignet sich – da sie fest installiert ist – vor allem für langfristige, dauerhafte Einsatzzwecke.
Aus technischer Sicht gilt gelten für stationäre Rollstuhlrampen die Vorgaben der Norm DIN 18040. In der Regel werden Rollstuhlrampen als einteilige Breitrampen am Stück ausgeführt und sind aus Sicherheitsgründen mit einem Geländer ausgestattet.

## Mobile Rollstuhlrampen
Mobile Rollstuhlrampen können ortsunabhängig und flexibel eingesetzt werden, sie dienen daher meist als temporäre Lösung zur Herstellung der Barrierefreiheit. Die Rampen können wahlweise als einteilige Breitrampe am Stück oder als paarweise Rollstuhlschienen ausgeführt werden.
Im Vergleich zu stationären Rampen zeichnen sich mobile Rollstuhlrampen durch ein geringes Eigengewicht, ein anwenderfreundliches Handling und eine platzsparende Verstauung bei Nichtgebrauch aus. Zu den typischen Ausführungen mobiler Rampen gehören:
- Starre Breitrampen
- Klappbare Breitrampen
- Kofferrampen mit Klapp- und Teleskopfunktion
- Starre Rollstuhlschienen
- Klappbare Rollstuhlschienen
- Teleskopschienen

## Türschwellenrampen
Türschwellenrampen dienen der Überwindung von Barrieren mit geringer Höhendifferenz wie beispielsweise Türschwellen oder Absätzen. Diese sind in Gebäuden häufig im Eingangsbereich oder auch an Ausgangstüren zu Balkonen und Terrassen zu finden. Mit einer Türschwellenrampe können Rollstuhlfahrer diese Barrieren überwinden.
Zu den gängigen Türschwellenrampen gehören:
- Schwellenrampen zum Auflegen auf der Schwelle
- Schwellenrampen als Brücke ohne Auflage
- Schwellenrampen mit unterschiedlichen Innen- und Außenhöhen für Balkon- oder Terrassentüren

## Rollstuhlrampen an Fahrzeugen

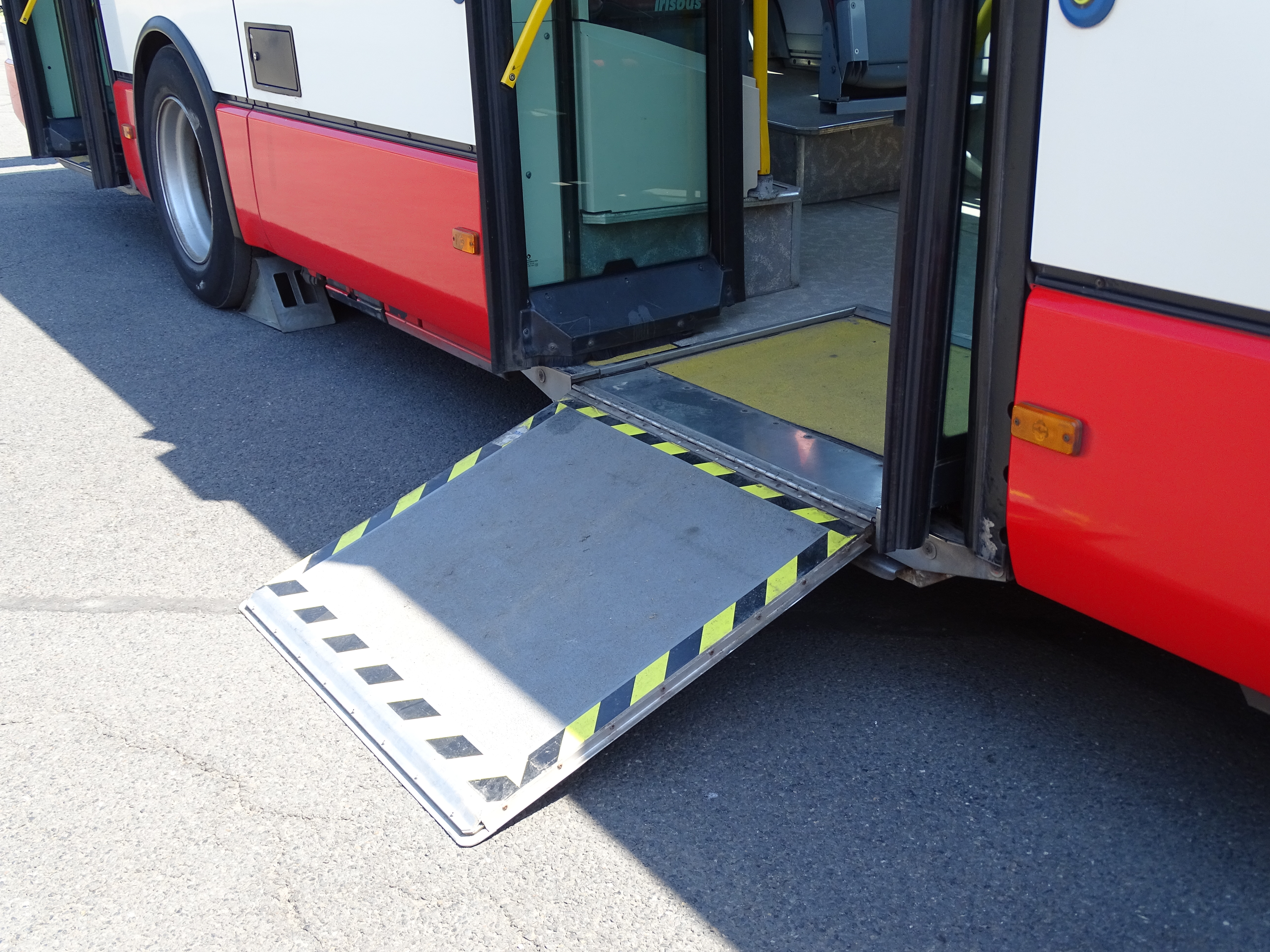
Handklapprampe an einem Irisbus Citelis 12M

Bei Fahrzeugrampen handelt es sich um Spezialrampen für die feste Montage in Transportern, Pkw, Bussen oder Schienenfahrzeugen. Die Fahrzeugrampe dient Rollstuhlfahrern und anderen Personengruppen mit eingeschränkter Mobilität als sichere und komfortable Ein- und Ausstiegsmöglichkeit.
Als Anbau-Bestandteil von Kraftfahrzeugen, Schienenfahrzeugen und anderen Fahrzeugen besteht für Rollstuhlrampen in Deutschland die Norm DIN 32985 „Fahrzeuggebundene Rampen für Rollstuhlbenutzer und andere mobilitätsbehinderte Personen - Sicherheitstechnische Anforderungen und Prüfung“.
An Straßenbahnen und Bussen des Nahverkehrs kommen manuelle Rampen, elektrische Rampen oder Faltrampen zum Einsatz. In einigen Betrieben werden wie bei der Straßenbahn München auch fahrzeugseitig Hublifte verwendet. Ausfahrbare Schiebetritte verringern bei manchen Fahrzeugen den Abstand zur Bahnsteigkante.
In den Fahrzeugboden im Einstiegsbereich integrierte Handklapprampen werden vom Fahrpersonal oder auch Fahrgästen und Begleitpersonen des Rollstuhlfahrers bedient. Dazu werden sie mit einem Griff oder einem speziellen Haken angehoben und aufgeklappt. Handklapprampen sind wenig störanfällig, allerdings sind Rollstuhlbenutzer auf die Unterstützung durch weitere Personen angewiesen. Typische Vorgänge bei der Bedienung sind Bücken und Heben. Drehklapprampen befinden sich in aufrechter Position bei den Einstiegstüren, werden vom Fahrpersonal entriegelt, zur Tür hin gedreht und dann mit Hebeln herabgelassen. Der Platzbedarf im Fahrzeug ist wegen der Halterung größer, Bücken ist nur bei manchen Modellen nötig. Elektrische Rampen werden vom Fahrerplatz aus ein- und ausgefahren. Sie sind zwar komfortabler, jedoch auch anfälliger für Störungen bei Nässe und Kälte. Faltrampen werden in einer Halterung aufbewahrt und vom Fahrpersonal zum Einstieg getragen und dort angelegt. Das Gewicht einer Faltrampe von rund 11 kg bei einer Tragfähigkeit von 350 kg muss dabei mehrfach angehoben und getragen werden. Vorteil der Faltrampe ist die Flexibilität: im Havariefall kann sie auch an einer erreichbaren anderen Tür des Fahrzeugs zum Einsatz kommen und sogar bei einem anderen Fahrzeug verwendet werden.
Bei Eisenbahnen kommen ebenfalls eingebaute elektrische Rampen und mitgeführte Faltrampen zum Einsatz. Die Einstiegshöhe vieler Fahrzeuge besonders des Fernverkehrs und die Bahnsteighöhen bedingen aber oft den Einsatz von Hubliften auf dem Bahnsteig oder von fahrzeugseitigen Rollstuhl-Hebeliften wie beim Railjet 1. Generation.
Zu den gängigen Fahrzeugrampen-Ausführungen gehören:

## Rollstuhlrampen an baulichen Einrichtungen

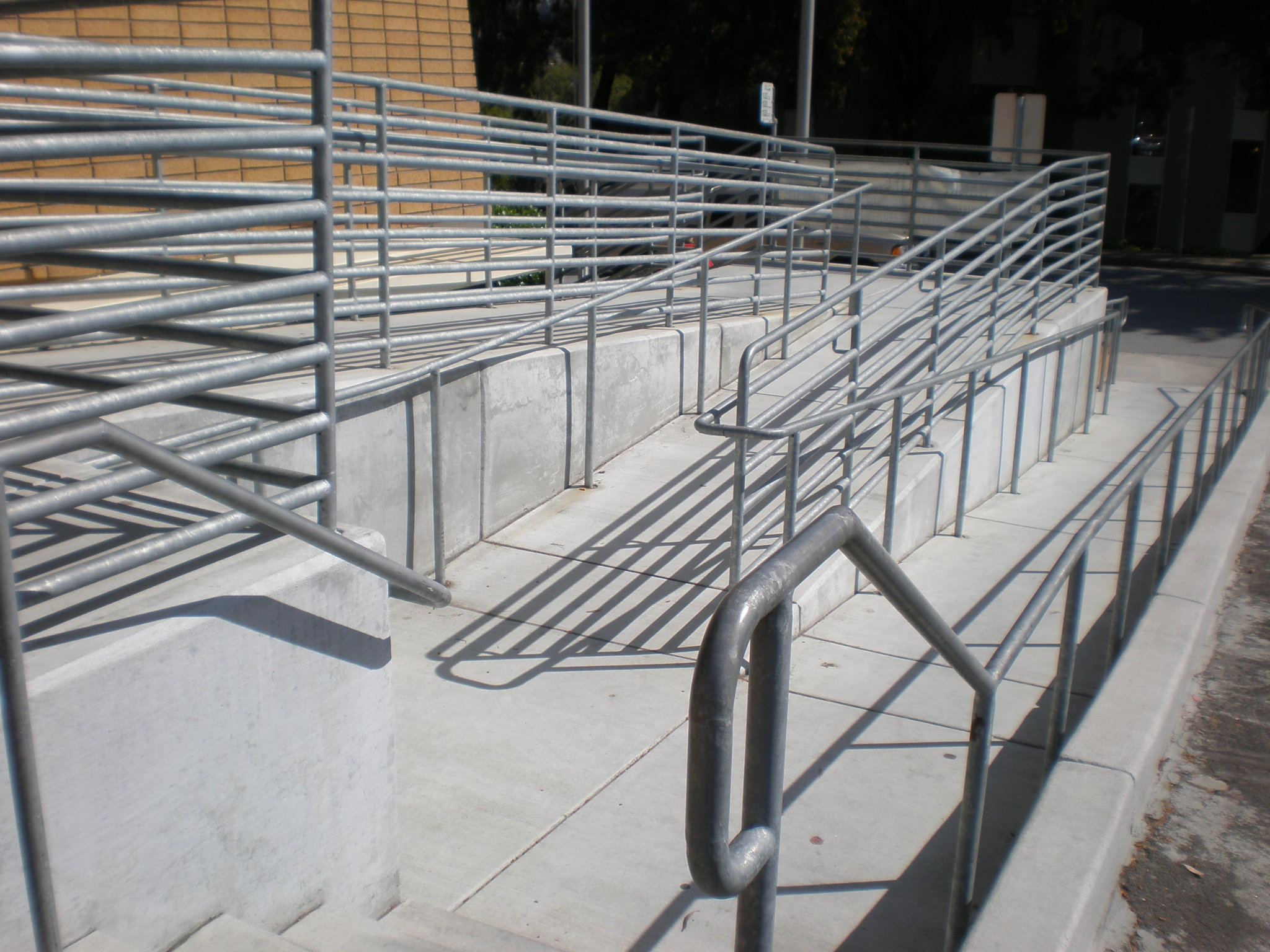
Rollstuhlrampe in der Stanford University, San Francisco

Fest in bauliche Einrichtungen integrierte oder angebaute Rollstuhlrampen können aus den gleichen Materialien wie die Bauteile bestehen oder aus Stahl- oder Aluminium-Profilblech mit oder ohne Geländer.
Als feste bauliche Einrichtung orientieren sich die Maße, Anbringung und Ausführung von Rampen für handbetriebene und elektrisch betriebene Rollstühle in Deutschland auch an den Vorgaben der Normen
- DIN 18040 Barrierefreies Bauen (diese DIN ersetzt mit Teil 1 die alte DIN 18024 und mit Teil 2 die alte DIN 18025)
- DIN 18035 „Sportplätze - Teil 1: Freianlagen für Spiele und Leichtathletik, Planung und Maße“.

Die DIN-Normen schreiben beispielsweise eine maximale Steigung von höchstens 6 % für Rollstuhlfahrerrampen vor. So ist zur Überwindung von zwei Treppenstufen in Höhe von 36 cm eine 6 Meter lange Rampe erforderlich.
Weiterhin wird eine Breite von mindestens 120 cm sowie Geländer mit Handläufen auf beiden Seiten gefordert. Eine seitliche Aufkantung von 10 cm Höhe zur Sicherstellung, dass kein Rollstuhlfahrer abrutscht sind ebenfalls gefordert. Ab einer Länge von 600 cm, fordert die Norm ein Ruhepodest von 150 cm Länge mindestens alle 600 cm Länge.
Versicherte der gesetzlichen Krankenversicherungen und der Pflegeversicherung in der Bundesrepublik Deutschland haben zur Befriedigung des Grundbedürfnisses des Betretens und Verlassens der eigenen Wohnung mit Rollstühlen und Rollatoren über Stufen nach SGB V und SGB XI Anspruch auf die Zurverfügungstellung von technischen Hilfsmitteln. Dies können transportable Starr- oder Teleskoprampen, dauerhaft liegende ortsveränderliche Auflegerampen als Sachleistung der GKV oder fest mit dem Gebäude verbundenen Rollstuhlrampen, elektrische Hub- oder Treppenlift als Zuschussleistung PV sein.
Gesetzlich Krankenversicherte erhalten in den meisten Fällen diese Mobilitätshilfen aus Lagerbeständen der Hilfsmittelpools der Krankenkassen nach ärztlicher Verordnung und Kostenvoranschlag durch die Sanitätshäuser als Vertragspartner der Krankenkassen als Sachleistung. Diese Mobilitätshilfen müssen zum Schutze und zur Sicherheit des Anwenders und Dritten den Anforderungen des Medizinprodukte-Gesetzes entsprechen. Dies gilt insbesondere für die technische Sicherheit gemäß DIN 18025 und die Belastungsfähigkeit (Patient, Rollstuhl oder Elektrorollstuhl und Begleitperson).
Auf Grund eines Vorkommnisses schreibt die oberste Landesbehörde für Medizinprodukte für das Land Niedersachsen für den Einsatz von Medizinprodukten (in diesem Fall Rollstuhlrampen) ausschließlich die Anwendung der Norm DIN 18025 (Gefälle maximal 6 %, beiderseitiger Überfahrschutz in Höhe von 100 mm und beiderseitige Handläufe) als Stand der Technik vor.
Dies gilt auch für den Wiedereinsatz von Rollstuhlrampen aus Beständen der Sozialversicherungsträger.
Verstöße gegen diese Weisung der Behörde werden im Falle des Bekanntwerdens gegen den Inverkehrbringer als vorsätzliche Ordnungswidrigkeit, im Falle eines Vorkommnisses (erhebliche Verletzung mit nachhaltiger Schädigung des Gesundheitszustandes oder Tod des Geschädigten) als vorsätzliches Vergehen entsprechend den Strafvorschriften des MPG strafrechtlich verfolgt.

## Steigungs- und Längenbestimmung einer Rollstuhlrampe

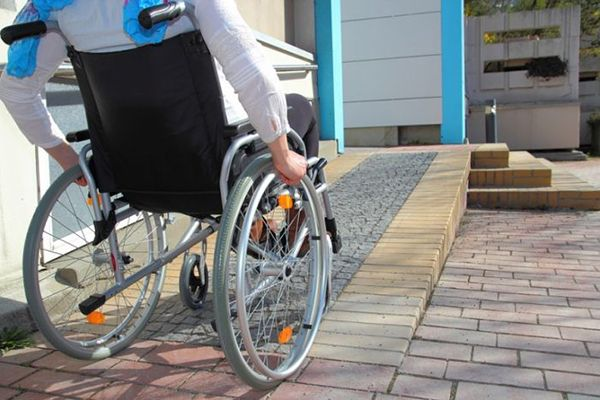
Zugang zur Rampe im Rollstuhl

Bei der Auswahl einer Rollstuhlrampe ist es wichtig, zunächst die zugelassene Steigung der Rampe zu bestimmen. Diese bestimmt – gemeinsam mit der Höhendifferenz – die erforderliche Länge der Rampe.
Die Steigung einer Rollstuhlrampe ist von verschiedenen Faktoren abhängig, wobei im öffentlichen Bereich gemäß DIN 18040 eine maximale Steigung von 6 % nicht überschritten werden darf. Im privaten Bereich ist die Steigung von der Art des Rollstuhls und der Nutzung (mit oder ohne Hilfsperson) abhängig.
Üblicherweise werden die folgenden Steigungen für Rollstuhlrampen angesetzt:
- Nutzung Selbstfahrer bzw. Rollator = max. 10 %

- Nutzung Rollstuhlfahrer mit schwacher Hilfsperson = max. 15 %

- Nutzung Rollstuhlfahrer mit starker Hilfe bzw. E-Rolli = max. 20 %

## Rollstuhlrampen im Hilfsmittelportal von Rehadat
Das Hilfsmittelportal von Rehadat führt Geräte zur Rollstuhlverladung unter den folgenden Klassen der DIN EN ISO 9999 auf:
- 12 – Hilfsmittel für die persönliche Mobilität
  - 12 12 – Kraftfahrzeuganpassungen
    - 12 12 21  Hilfsmittel zum Ein- oder Aufladen eines Rollstuhls in bzw. auf ein Kraftfahrzeug

[…]
- 18 – Mobiliar und Hilfen zur Wohnungs- und Gebäudeanpassung
  - 18 30 – Hilfsmittel zur Überwindung von Höhenunterschieden (z. B. Aufzüge, Hebebühnen, Rampen)
    - 18 30 15 Tragbare Rampen